# Bulbophyllum pseudotrias
Bulbophyllum pseudotrias é uma espécie de orquídea (família Orchidaceae) pertencente ao gênero Bulbophyllum. Foi descrita por SJaap J. Vermeulen em 1996.